# Silvia Oliete
Silvia Oliete (Barcellona, 1971) è un'imprenditrice spagnola.
Crea prodotti e trattamenti estetici e di bellezza. Ha vinto diversi premi nel settore. La sua vita è stata riflessa nel libro "Destino Belleza" di Judith Martínez.

## Carriera professionale
Diplomata all'Accademia Jean D'Estress (1992), ha iniziato la sua carriera professionale presso Yves Rocher.
A 23 anni ha aperto il suo primo centro a Barcellona, chiamato Blauceldona. Nel 2015, dopo la ristrutturazione e il restyling, ha ricevuto il premio Hit Salon de Vida Estética per il miglior stabilimento in Spagna in occasione della principale fiera del settore, Cosmobeauty (Fira de Barcelona).
È specializzato esclusivamente in trattamenti per il viso e ha creato il massaggio remonte. Nel 2018 ha aperto il suo secondo centro con uno spazio per promuovere e tenere conferenze su nutrizione, sport, psicologia, arte, moda e bellezza. Nel 2020 ha aperto il suo stabilimento all'interno del Mandarin Hotel.
Durante la pandemia Covid19 ha iniziato il suo lavoro di comunicazione sui social network. Su Instagram e Tiktok ha diffuso video con consigli per la cura del viso e del corpo che sono diventati virali.
Nel 2021 si è lanciata nel settore dei prodotti di bellezza a base di acido ialuronico, creando il proprio marchio SO.  Nel 2023 ha vinto il premio Vida Estética nella categoria cosmetici di design con il prodotto I'm the cleanser della sua linea SO.
Il libro Destino Beleza di Judith Martínez (2023, Zanilo Editorial) racconta la sua vita di imprenditrice ed estetista.